# TemaTres
TemaTres es una aplicación web para la creación y edición de todo tipo de vocabularios controlados, como un tesauro, una taxonomía o cualquier otro modelo de representación formal del conocimiento.

## Características
- Creación de relaciones entre términos (de equivalencia, jerárquicas y asociativas)
- Redacción de notas de alcance, históricas, de catalogación y bibliográficas para cada término.
- Flujo de estados para términos (términos candidatos, aceptados y rechazados)
- Soporte para vocabularios polijerárquicos.
- Soporte para vocabularios multilingües.
- Cantidad ilimitada de niveles jerárquicos.
- Cantidad ilimitada de términos no preferidos.
- Buscador de términos repetidos.
- Buscador de términos libres.
- Administración y gestión de usuarios y editores.
- Estadísticas.
- Exportación en XML Zthes, RDF SKOS-Core, TopicMap (XTM 1.0),Moodle, TXT y BS9723.
- Integración en Wordpress mediante el plugin TemaTres Thesaurus.
- Visualización de múltiples niveles de términos por pantalla.
- Navegación sistemática y alfabética.